# Shunta Nishiyama
Shunta Nishiyama (japanisch 西山 峻太 Nishiyama Shunta; * 25. Juli 1989 in der Präfektur Kanagawa) ist ein japanischer Fußballspieler.

## Karriere
Nishiyama erlernte das Fußballspielen in der Schulmannschaft der Muroran Otani High School und der Universitätsmannschaft der Kokushikan-Universität. Seinen ersten Vertrag unterschrieb er 2012 bei YSCC Yokohama. Der Verein spielte in der dritthöchsten Liga des Landes, der Japan Football League. Am Ende der Saison 2013 stieg der Verein in die J3 League auf.